# Raión de Olevsk
Olevsk (en ucraniano: Олевський район) fue un raión o distrito de Ucrania en el óblast de Zhytomyr. En la reforma territorial de 2020, su territorio fue incluido en el raión de Korosten.
Comprendía una superficie de 2248 km².
La capital era la ciudad de Olevsk.

## Demografía
Según estimación 2010 contaba con una población total de 47028 habitantes.

## Otros datos
El código KOATUU es 1824400000. El código postal 11000 y el prefijo telefónico +380 4135.